# 第32回エリザベス女王杯
2007年11月11日に京都競馬場で施行された第32回エリザベス女王杯について記述する。

## レース概要
2007年の3歳牝馬クラシック世代は例年以上のハイレベルと呼ばれ、その3歳馬と一流古馬牝馬との対戦が注目され、本年の牝馬ナンバー1を決めるレースとなる。

## レース施行前の状況
3歳馬は、桜花賞・秋華賞優勝馬のダイワスカーレット、日本ダービー優勝馬のウオッカ、オークス優勝馬のローブデコルテが出走。
古馬では、第55回府中牝馬ステークス出走組からは、優勝馬のデアリングハート、2着のアサヒライジング、3着のアドマイヤキッス、4着のディアデラノビア、5着のタイキマドレーヌなど8頭が出走。
その他の路線からは、前走スワンステークス4着で第30回エリザベス女王杯優勝馬スイープトウショウ、本年の札幌記念優勝馬で第136回天皇賞（秋）を回避して挑む第31回エリザベス女王杯優勝馬フサイチパンドラ、札幌記念4着のディアチャンスなども出走。
尚、海外からは、ドイツからミスティックリップス（MYSTIC LIPS）とオーストラリアからチンクェチェント（CINQUE CENTO）の2頭が予備登録を行い、ミスティックリップスは出走辞退、チンクェチェントは選出馬となった後に出走辞退し、前年の第31回エリザベス女王杯に続き2年連続で外国馬の出走なしで行われる。ちなみに本年より外国馬の出走枠は5頭から9頭に拡大されていた。
前年度の牝馬二冠馬のカワカミプリンセスは故障のため、フローラステークス優勝馬のベッラレイアが休養のため登録をしなかった。
10月28日に発表された最終登録時点では、出走可能頭数18頭に対し17頭の出馬投票があり、頭数割れのため全馬の出走が可能となっていたが、レインダンスは発熱のため、ソリッドプラチナムが翌週の古都ステークス出走のため、ロフティーエイムが福島記念に出走ためそれぞれ回避することになり、最終的に14頭となった。
11月9日に枠順が発表され、11月10日より馬券が発売され、前日最終オッズは、ウオッカが2.1倍で1番人気となり、2番人気はダイワスカーレットの3.6倍、3番人気はスイープトウショウが9.0倍と続いた。
しかし、11月11日の朝になって1番人気に推されていたウオッカが右寛跛行が発生したため、出走取消となった。

## 出走馬と枠順
天気：晴、馬場状態：良、発走時刻：15時40分
| 枠番 | 馬番 | 競走馬名           | 性齢 | 騎手       | オッズ        | 調教師   | 馬主                       |
| ---- | ---- | ------------------ | ---- | ---------- | ------------- | -------- | -------------------------- |
| 1    | 1    | デアリングハート   | 牝5  | 藤田伸二   | 22.0（8人）   | 藤原英昭 | （有）社台レースホース     |
| 2    | 2    | スプリングドリュー | 牝7  | 川田将雅   | 134.7（13人） | 堀宣行   | 加藤春夫                   |
| 3    | 3    | ウオッカ           | 牝3  | 四位洋文   | （出走取消）  | 角居勝彦 | 谷水雄三                   |
| 3    | 4    | スイープトウショウ | 牝6  | 池添謙一   | 6.6（2人）    | 鶴留明雄 | トウショウ産業（株）       |
| 4    | 5    | ローブデコルテ     | 牝3  | 福永祐一   | 14.1（6人）   | 松元茂樹 | 前田幸治                   |
| 4    | 6    | アドマイヤキッス   | 牝4  | 岩田康誠   | 18.4（7人）   | 松田博資 | 近藤利一                   |
| 5    | 7    | ダイワスカーレット | 牝3  | 安藤勝己   | 1.9（1人）    | 松田国英 | 大城敬三                   |
| 5    | 8    | ディアチャンス     | 牝6  | 横山典弘   | 23.4（9人）   | 清水出美 | 寺田千代乃                 |
| 6    | 9    | アサヒライジング   | 牝4  | 柴田善臣   | 10.3（4人）   | 古賀慎明 | 寺内正光                   |
| 6    | 10   | タイキマドレーヌ   | 牝4  | 小牧太     | 54.2（10人）  | 松元茂樹 | （有）大樹ファーム         |
| 7    | 11   | コスモマーベラス   | 牝5  | 吉田豊     | 64.9（11人）  | 中村均   | （有）ビッグレッドファーム |
| 7    | 12   | フサイチパンドラ   | 牝4  | C.ルメール | 8.3（3人）    | 白井寿昭 | 関口房朗                   |
| 8    | 13   | ディアデラノビア   | 牝5  | 武豊       | 10.6（5人）   | 角居勝彦 | （有）キャロットファーム   |
| 8    | 14   | キストゥヘヴン     | 牝4  | 幸英明     | 83.4（12人）  | 戸田博文 | 吉田和子                   |

負担重量は4歳以上56kg、3歳54kg。

## レース結果

### レース展開
逃げると目されたアサヒライジングがスタートで1完歩出遅れ、対照的に好スタートを切ったダイワスカーレットが主導権を握る。アサヒは競りかけず2番手に控える。デアリングハート、ローブデコルテ、フサイチパンドラと続き、直後インコースにスイープトウショウがつける。前半1000mを60.9秒の淡々とした流れでレースが進み、3コーナーの坂に差し掛かった付近で、フサイチが外目から3番手にあがる。一方、ローブデコルテは4コーナーで手ごたえが悪くなる。直線、逃げたダイワが後続を突き放しにかかる。フサイチが2番手に浮上、内からスイープ、更に後方で足をためたディアデラノビアが外から追い込むも、ラスト600mを34.1秒でまとめたダイワが悠々逃げ切ってG1連勝を達成した。2～4着は去年の1～3着馬（ただし、入線順は同じ）で人気サイドでの決着。

### レース着順
| 着順 | 枠番 | 馬番 | 競走馬名           | タイム   | 着差     |
| ---- | ---- | ---- | ------------------ | -------- | -------- |
| 1    | 5    | 7    | ダイワスカーレット | 2.11.9   |          |
| 2    | 7    | 12   | フサイチパンドラ   | 2.12.0   | 3/4      |
| 3    | 3    | 4    | スイープトウショウ | 2.12.2   | 1馬身1/4 |
| 4    | 8    | 13   | ディラデラノビア   | 2.12.5   | 1馬身3/4 |
| 5    | 4    | 6    | アドマイヤキッス   | 2.12.5   | クビ     |
| 6    | 8    | 14   | キストゥヘヴン     | 2.12.6   | 1/2      |
| 7    | 6    | 9    | アサヒライジング   | 2.12.8   | 1馬身1/2 |
| 8    | 5    | 8    | ディアチャンス     | 2.12.9   | クビ     |
| 9    | 7    | 11   | コスモマーベラス   | 2.12.9   | アタマ   |
| 10   | 6    | 10   | タイキマドレーヌ   | 2.13.0   | 1/2      |
| 11   | 4    | 5    | ローブデコルテ     | 2.13.0   | アタマ   |
| 12   | 1    | 1    | デアリングハート   | 2.13.0   | アタマ   |
| 13   | 2    | 2    | スプリングドリュー | 2.13.4   | 2馬身1/2 |
|      | 3    | 3    | ウオッカ           | 出走取消 |          |

#### データ
| 1000m通過タイム     | 60.9秒（ダイワスカーレット） |
| 上がり4ハロン       | 45.9秒                       |
| 上がり3ハロン       | 34.1秒                       |
| 優勝馬上がり3ハロン | 34.1秒                       |

### 払戻
| 単勝   | 7      | 190円   |
| 複勝   | 7      | 110円   |
| 複勝   | 12     | 210円   |
| 複勝   | 4      | 210円   |
| 枠連   | 5-7    | 750円   |
| 馬連   | 7-12   | 850円   |
| 馬単   | 7-12   | 1,160円 |
| 3連複  | 4-7-12 | 1,610円 |
| 3連単  | 7-12-4 | 6,290円 |
| ワイド | 7-12   | 340円   |
| ワイド | 4-7    | 350円   |
| ワイド | 4-12   | 790円   |

- 返還：馬番3番、枠連3-3

## レース後
- 前日最終オッズ時点で1番人気に支持されていたウオッカが、当日に出走を取り消したことにより、15億2041万2500円が返還された。
- 本競走で優勝したことにより、安藤勝己騎手は京都競馬場で行われるGIレースの天皇賞・春、エリザベス女王杯、マイルチャンピオンシップの3レース及びJpnIレースの秋華賞、菊花賞（優勝時はGI）の2レース、合計5レースを全て制した。